# Kuwanimyia orbitalis
Kuwanimyia orbitalis är en tvåvingeart som först beskrevs av Baranov 1938.  Kuwanimyia orbitalis ingår i släktet Kuwanimyia och familjen parasitflugor. Inga underarter finns listade i Catalogue of Life.